# Bulbostylis aturensis
Bulbostylis aturensis är en halvgräsart som först beskrevs av Paul Jean Baptiste Maury, och fick sitt nu gällande namn av Charles Baron Clarke. Bulbostylis aturensis ingår i släktet Bulbostylis och familjen halvgräs. Inga underarter finns listade i Catalogue of Life.